# Phi (esprits animistes)
Les phi (thaï :ผี) relèvent des cultes animistes et chtoniens. Dans la culture folklorique et populaire thaïlandaise, ce sont des esprits tourmentés par l'amour, la passion, la colère voire la vengeance. Les phi sont une sorte de démons voyageurs parfois bienveillants, parfois implorant l'aide des vivants et souvent plus ou moins malveillants. Ils sont partout et font partie intégrante de la vie quotidienne et culturelle des thaïlandais. En siamois, on emploie le mot /phĭː/ (ผี /fantôme, esprit) dans de nombreuses expressions : /phĭː sùʔra:/ (« fantôme + boisson alcoolisée ») ou /phĭː pháʔnan/ (« fantôme + jouer à un jeu de hasard ») par exemple, pour désigner des personnes obsédées par l’alcool ou le jeu, comme si elles étaient possédées par un esprit maléfique, un démon de la boisson ou du jeu.

## Origine de la croyance
Le culte des esprits a traversé l'histoire des peuples indochinois, et garde encore aujourd'hui une notoriété d'importance. Au carrefour de plusieurs cultures, ces croyances se sont développées en Thaïlande au contact de la société khmer hindouiste à partir du XIIe siècle et renvoient à l'opposition entre deux types d'esprits. D'une part, les pra phum (thaï : พระภูมิ ou พระภูมิเจ้าที่, langue formelle) ou chao thi (thaï : เจ้าที่, langue populaire) sont des génies bienveillants pourvus d'un rôle de gardien (champs, maisons, arbres...) : en guise de protection, la plupart des constructions privées ou publiques du pays disposent d'une maison des esprits (San Phra Phum) à laquelle les thaïlandais versent des offrandes dans le but de se prémunir contre des malheurs. Les phi quant à eux, souvent assimilés à des fantômes, cherchent à répandre désolation et malheurs. Ces esprits malins sont de plusieurs natures, certaines sont traditionnelles, tandis qu'une partie a été adoptée au contact d'autres cultures (laotienne, cambodgienne, malaise).  Ce type de croyance s'entremêle avec le bouddhisme theravāda implanté dans la région, qui place les génies bienveillants (« Arak ») au rang intermédiaire entre les hommes et les dieux.

## Description

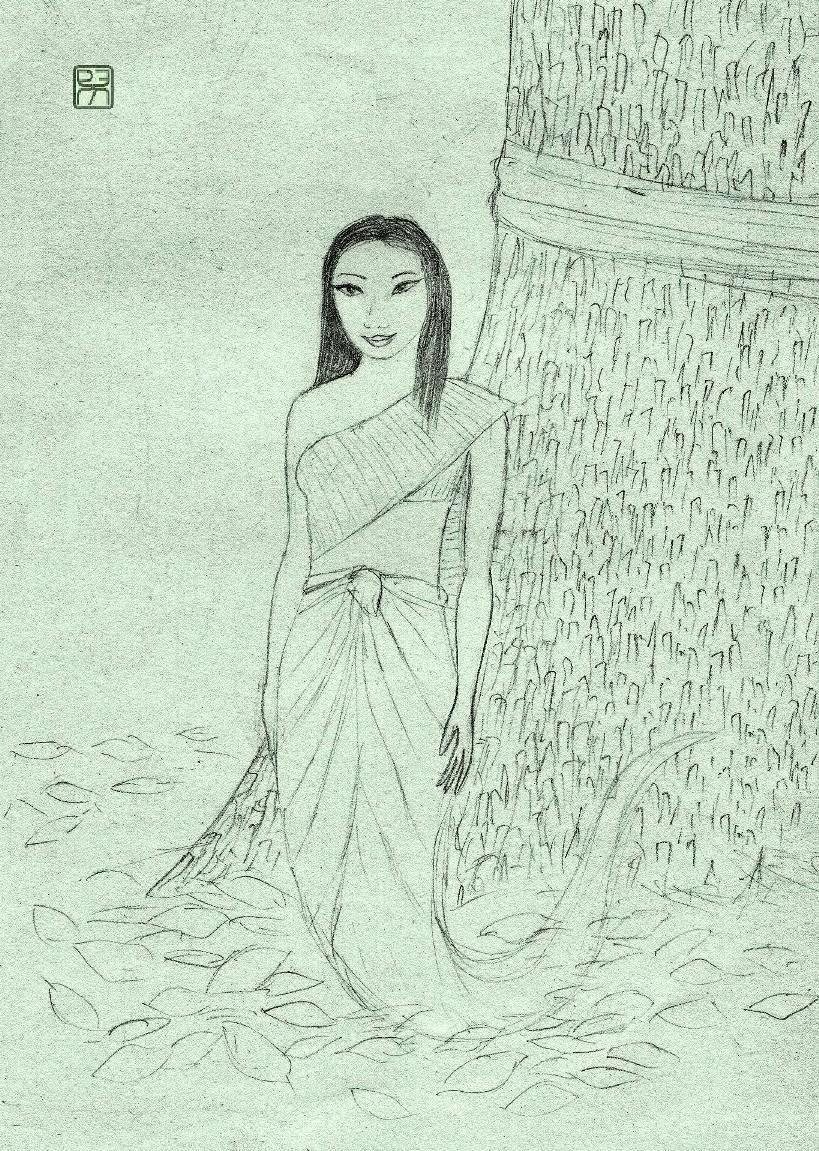
Nang Takhian

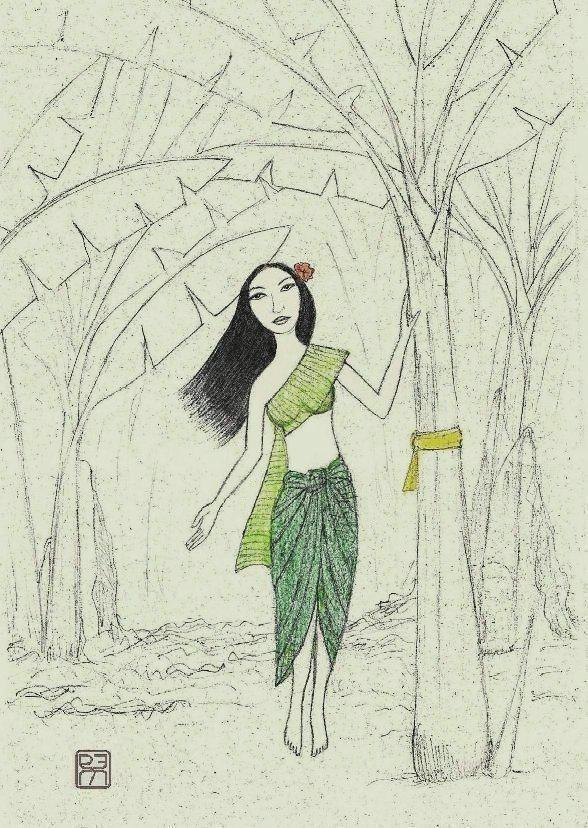
Nang Tani

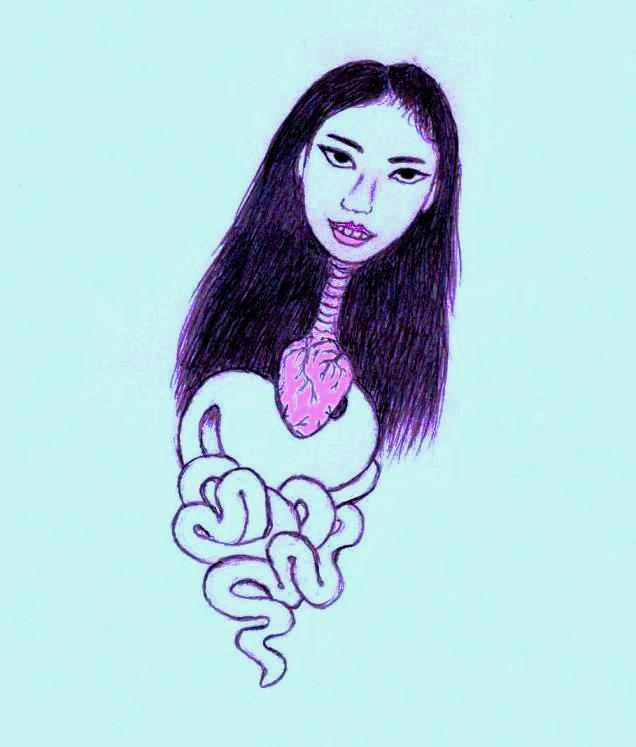
Krasue

Les phi sont caractérisés comme des fantômes, des démons, ou des esprits démoniaques, généralement nocturnes. 
Ils peuvent également se manifester sous la forme d'un esprit d'une personne tourmentée car décédée subitement, de façon inattendue et souvent brutale comme les accidentés de la route, les victimes d'assassinat, les suicidés... 
Chaque région a développé des variétés importantes de phi, pouvant être catégorisés en fonction de leurs actions, de leur apparence ou de leur environnement. 
Les plus connus sont les suivants :
- La Dame de l'arbre (นางไม้ / Nang Mai), une femme qui habite un hopea odorata (Dame Ta-khian / นางตะเคียน / Nang Takian) ou une femme qui hante un bananier et apparaît les soirs de pleine lune (Dame Tani / นางตานี / Nang Tani) ;
- Krahang (กระหัง), fantôme masculin qui vole dans la nuit ;
- Krasue (กระสือ), une tête de femme avec des viscères qui pendent autour du cou ;
- Phi Am (ผีอำ), esprit s'asseyant sur la poitrine d'une personne durant la nuit ;
- Phi Hua Khat (ผีหัวขาด), fantôme masculin portant sa tête ;
- Phi Phrai (ผีพราย), fantôme d'une femme enceinte décédée ;
- Phi Phong (ผีโพง), fantôme masculin ayant la particularité d'avoir une odeur nauséabonde et de se cacher dans l'obscurité et la végétation ;
- Phi Pop (ผีปอบ), esprit féminin maléfique qui dévore les entrailles humaines ;
- Phi Tai Hong (ผีตายโหง), fantôme d'une personne ayant souffert de violences soudaines ou d'une mort violente ;
- Phi Tai Thang Klom (ผีตายทั้งกลม), esprit vengeur d'une femme morte en couches ;
- Phi Thale (ผีทะเล), esprit de la mer ;
- Pret ou Preta (เปรต), un esprit affamé et insatiable, il est représenté extrêmement grand et maigre selon la tradition bouddhiste ;
- Phi Kong Koi (ผีกองกอย), un vampire estropié issu de la forêt ;
- Phi Tabo (ผีตาโบ๋), esprit aveugle aux yeux creux ;
- Phi Ka (ผีกะ), fantôme vorace ;
- Phi Tai Ha (ผีตายห่า), fantôme de personne décédée lors d'accidents.  - Pret ou Preta

Pret ou Preta
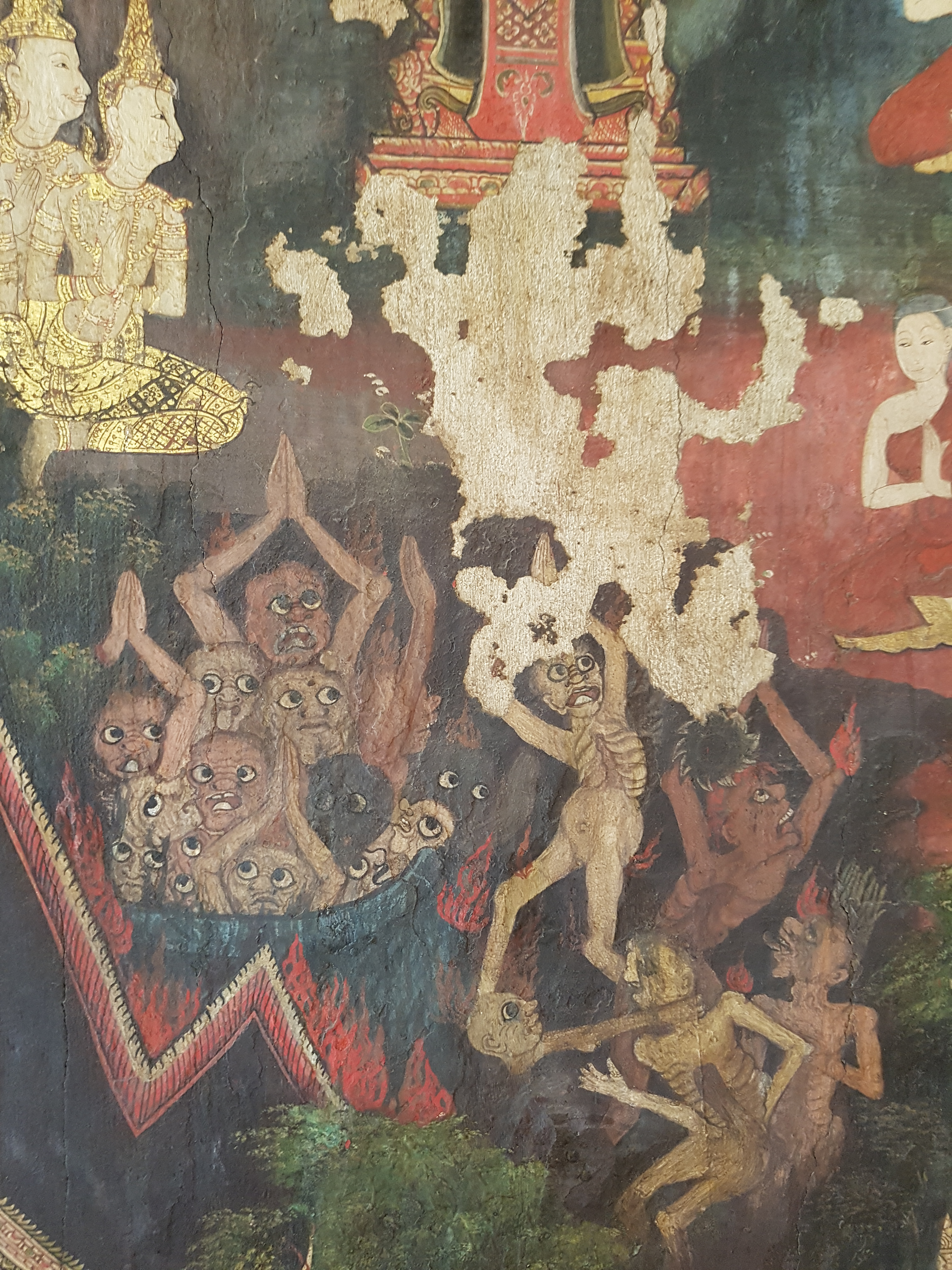
Musée national de Bangkok
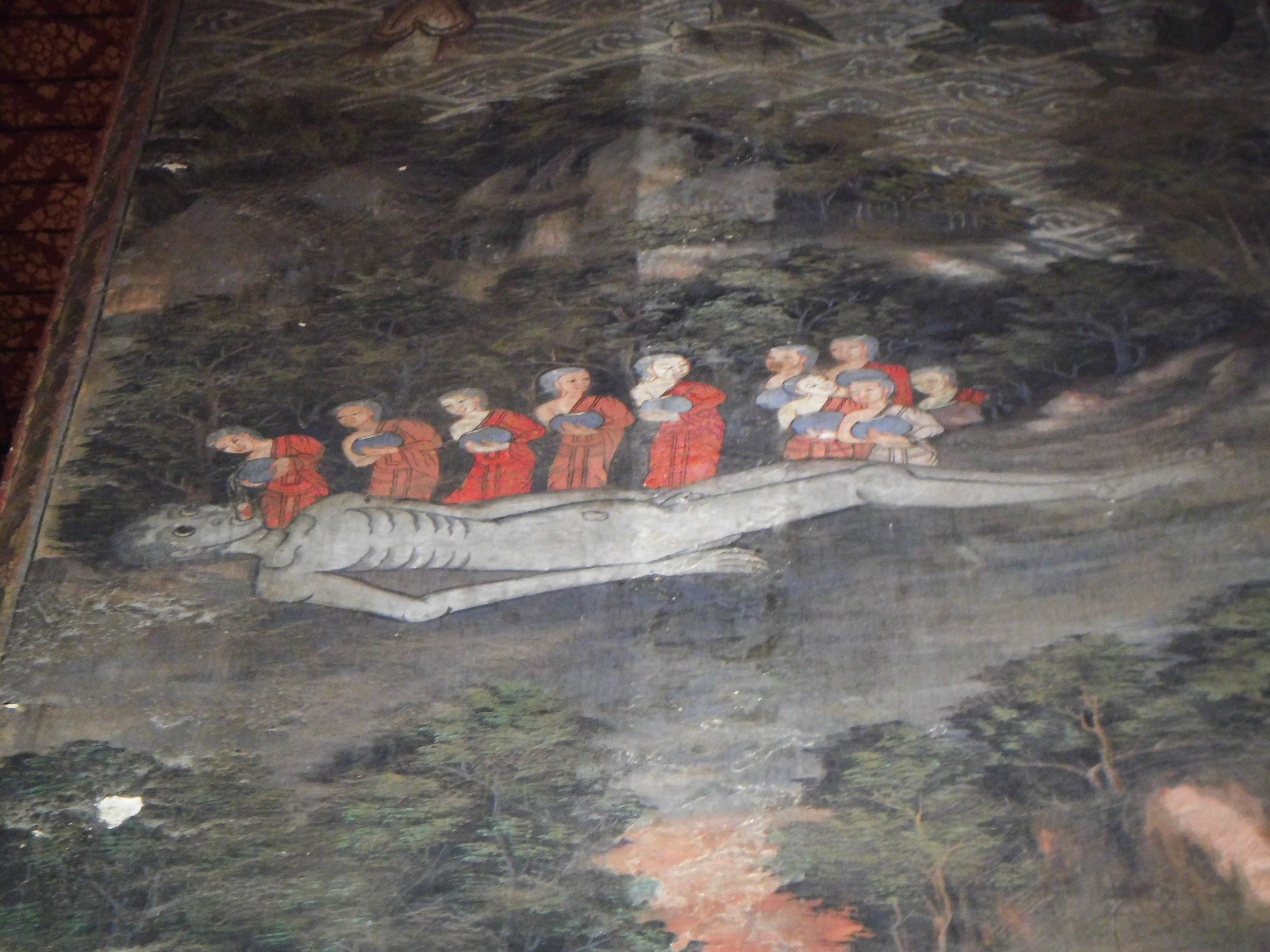
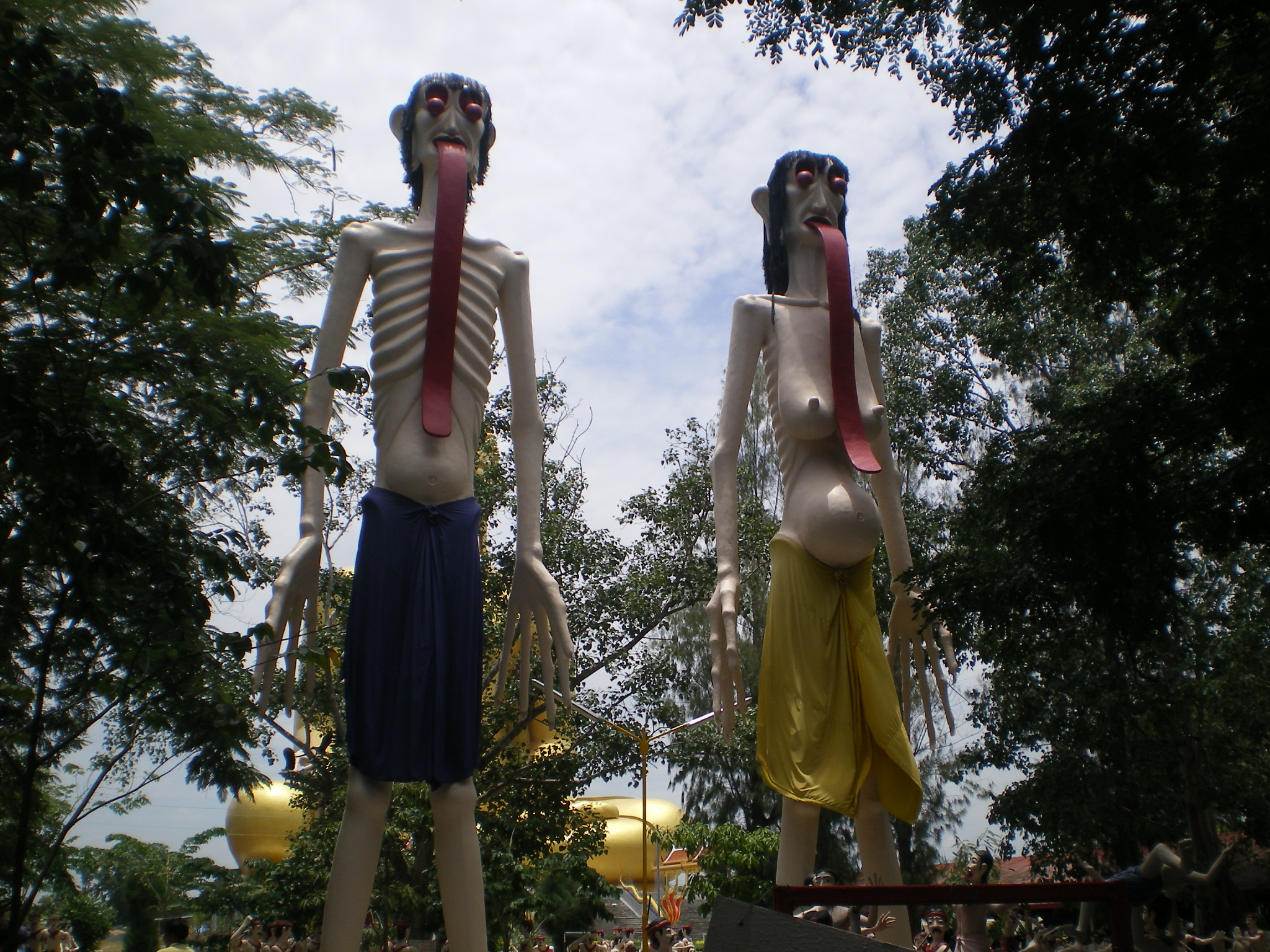
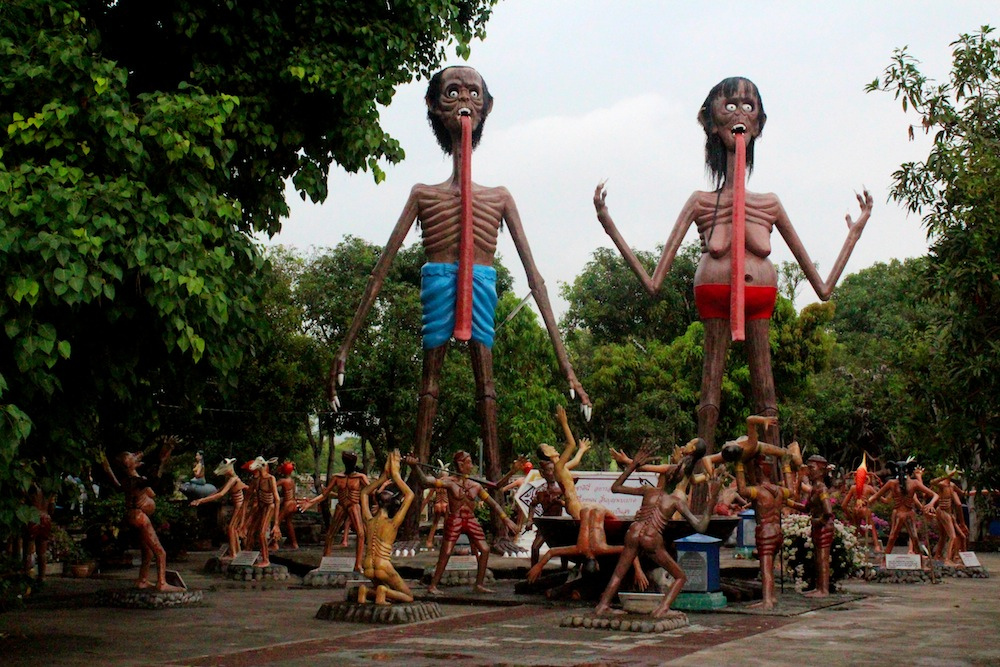

  - Musée national de Bangkok

## Représentation
Basé sur un principe de tradition orale, les phi ont été assez peu représentés dans l'art thaïlandais, à l’exception d'un des plus populaires, Phi Pret (Preta). On peut cependant mentionner Hem Vejakorn, le maître du genre en littérature populaire, qui a écrit et illustré une centaine d'histoires de fantômes basées sur les deux thèmes majeurs de l'Amour avec des nouvelles comme "Souvenir d'amour" (Sanya Rak / สัญญารัก) et "Promesse" (Sanya / สัญญา) et de la Vengeance avec des textes comme "Maître Aroon" (Kru : Arun / ครูอรุณ) et "Transfert de faute" (Mao Thot / เหมาโทษ).
Ces histoires de fantômes ont par la suite trouvé un nouveau support par le biais de l'industrie cinématographique, qui en adaptera de nombreuses en salle : la plus populaire est la fameuse légende de Nang Nak, une histoire d'amour éternel adaptée plus de 25 fois au cinéma, 7 fois à la télévision, une dizaine de fois comme feuilleton à la radio et 5 fois au théâtre, dont une comédie musicale et un opéra de S.P. Somtow, ceci sans compter une version en bandes dessinées et plusieurs dessins animés ; et aussi le dessin animé Les aventures de Sudsakorn (1979) et les films Headless Hero (2002), Shutter (2004), The Unseeable (2006), Le pensionnat (2006), Nymph (2009), The Medium (2021) et bien d'autres...

## Pratiques associées
Les pratiques associées à ce type de croyance se traduisent de manières diverses et variées en fonction de la zone géographique et du phi concerné. On peut citer pour exemple les femmes enceintes, qui sont généralement perçues comme vulnérables aux Phi (Phi Krasue, Phi Phrai...) qui peuvent faire compliquer la grossesse (pour elle comme pour l'enfant). En conséquence, il est considéré comme sage pour la future mère de faire preuve de vertu. D'une part pour échapper à l'emprise hostile du Phi, mais aussi pour que ces valeurs se transmettent à l'enfant. En Isan par exemple, la croyance veut que le mari prépare des fagots de bois pour alimenter un feu auprès duquel il est prescrit à la femme de rester allongée entre 15 jours et un mois (après le 8e mois de grossesse). Cela dans le but de chasser les Phi, craints puisque connus pour se nourrir des femmes en fin de grossesse.

## Galerie

Phi des croyances animistes populaires
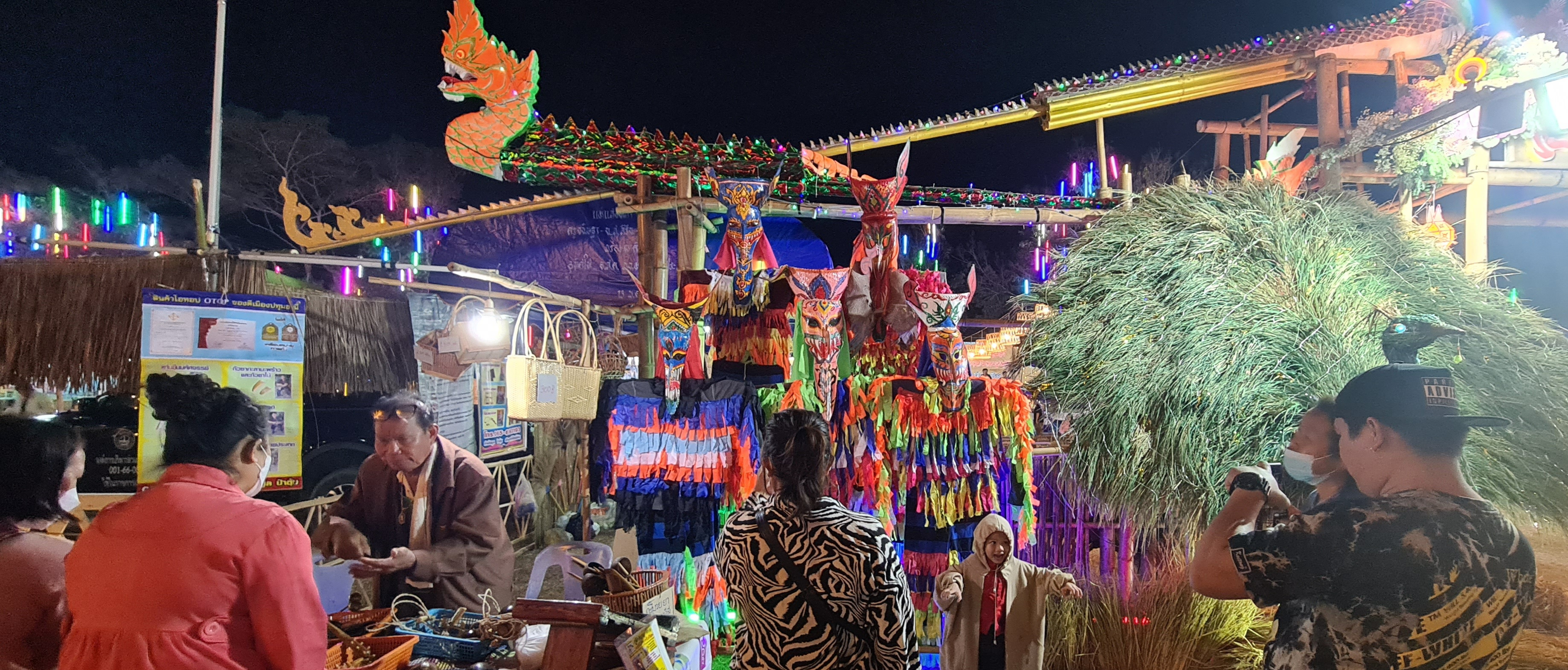
Costumes et masques, fête à Chiang Rai, 2023
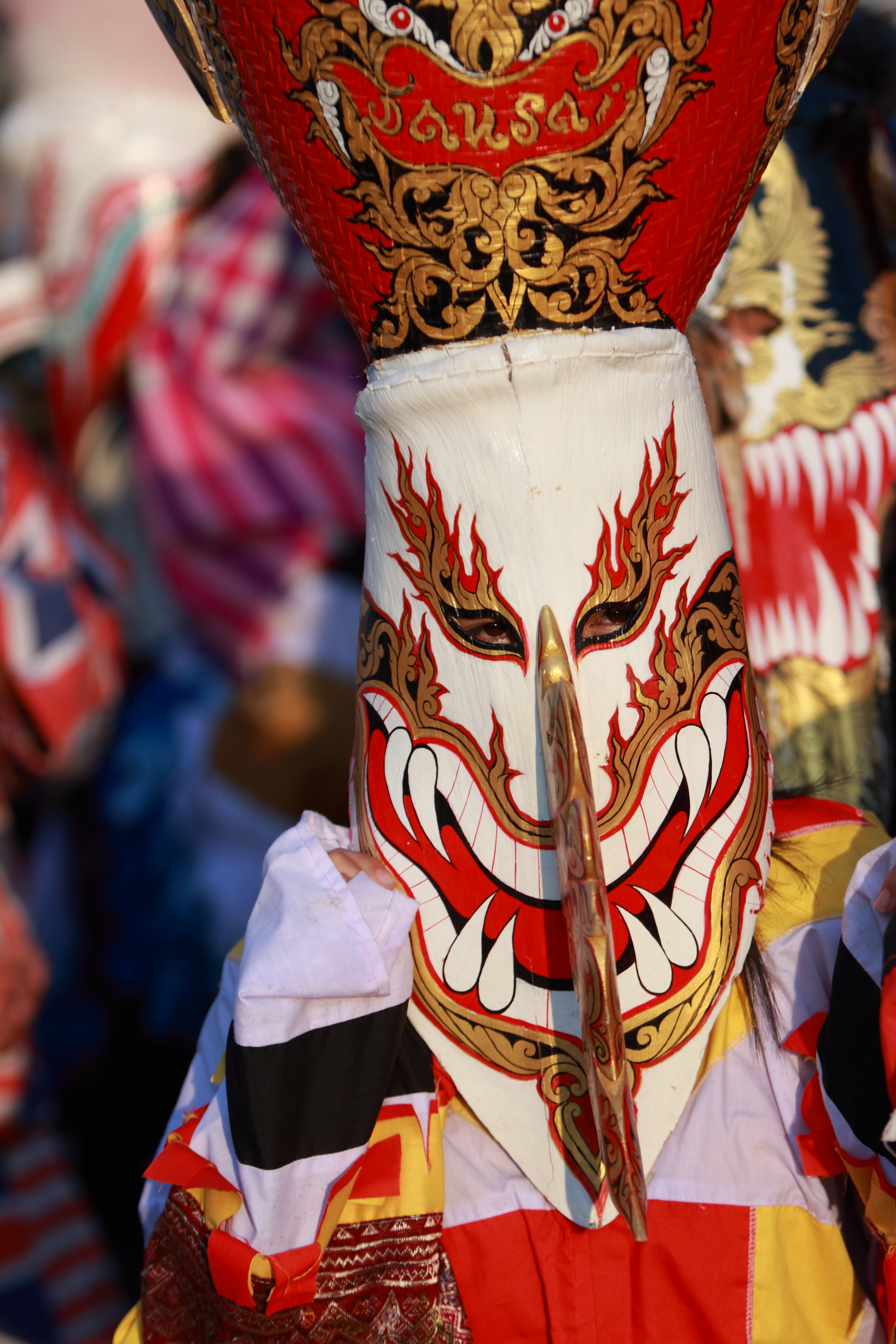
Masque
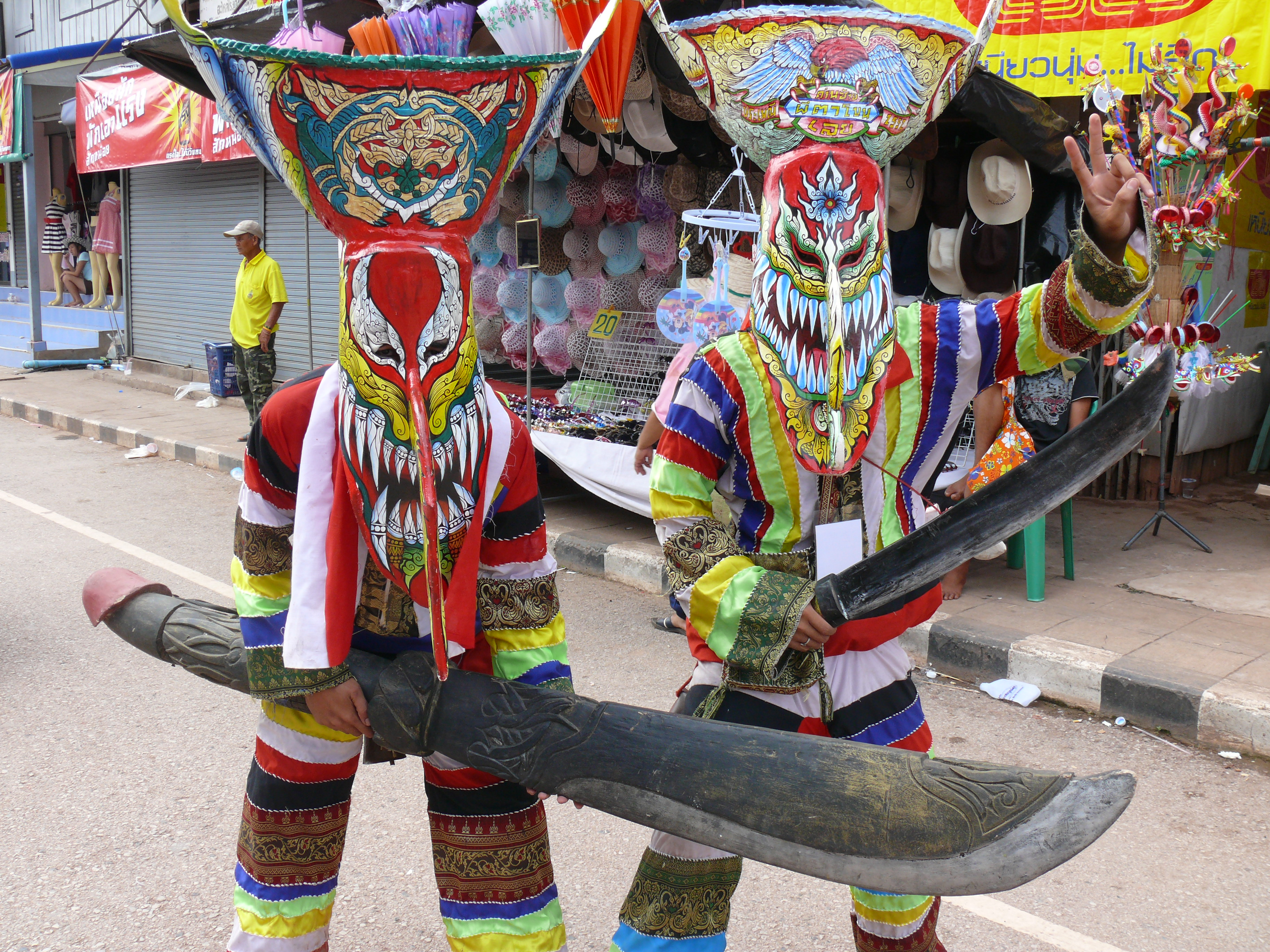
Festival du Phi Ta Khon[8],[9], Province de Loei, ville de Dan Sai, 2009
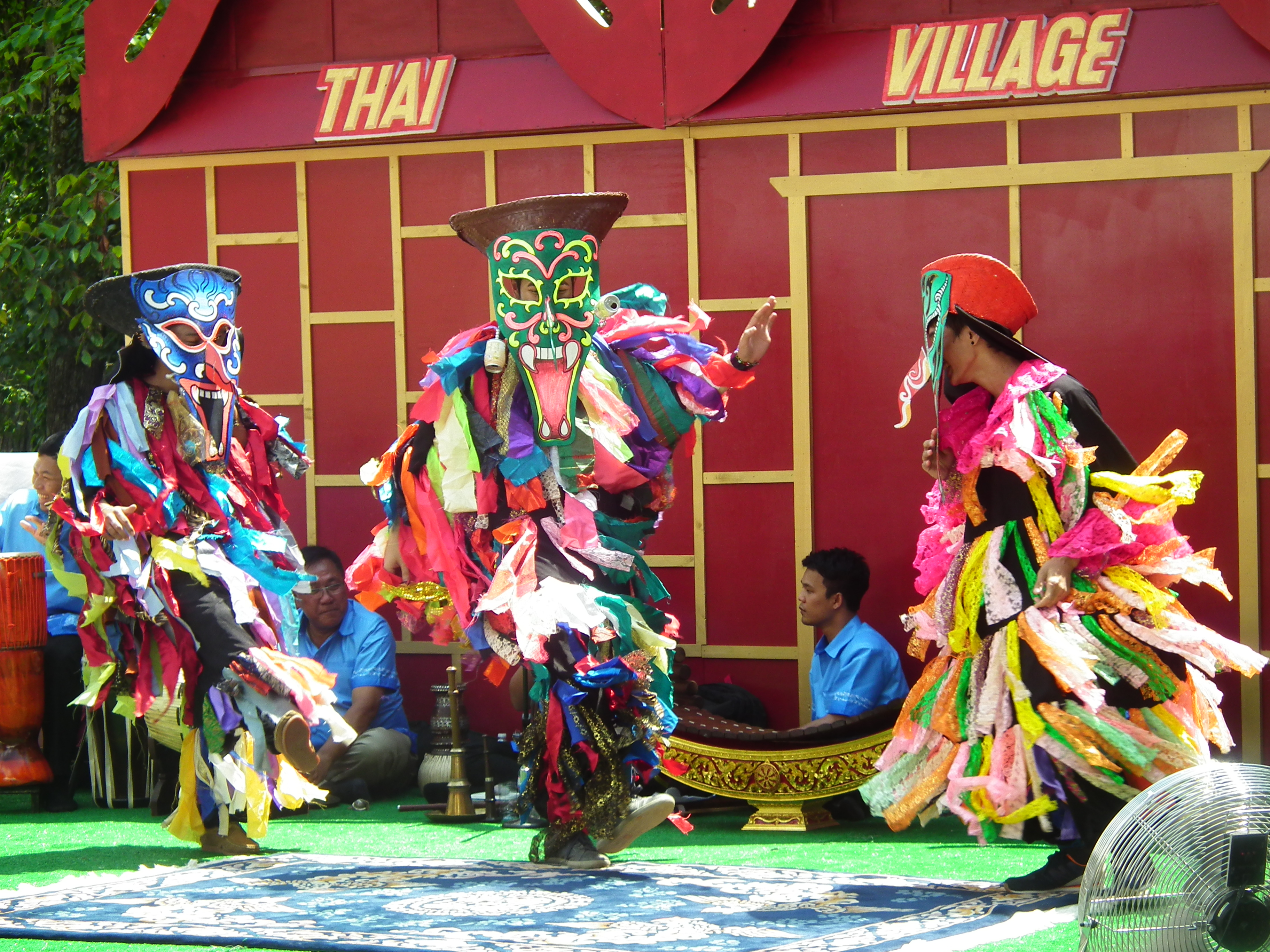
Musique et danse
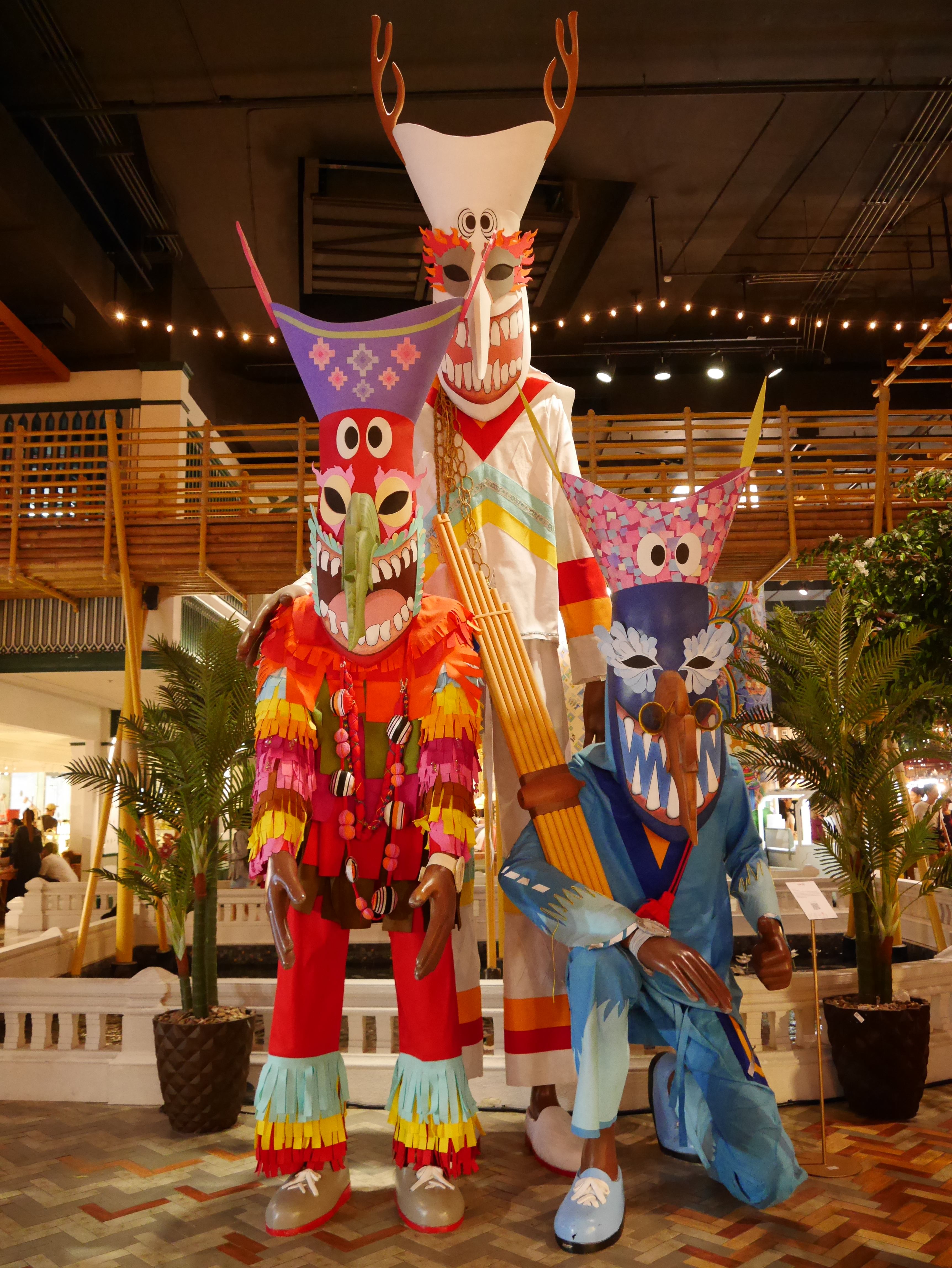
Phi, Bangkok, 2019